# Operação Acarajé

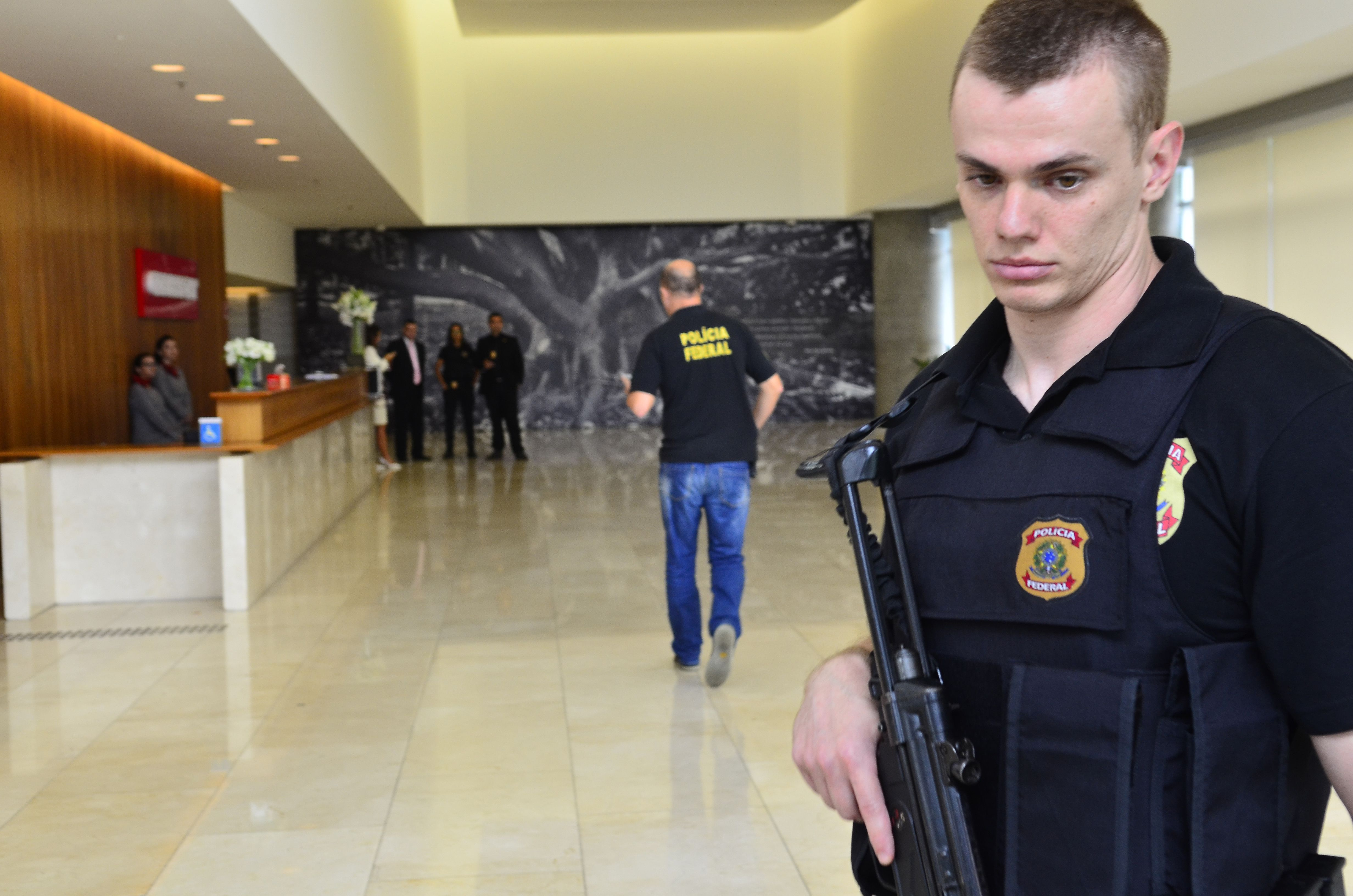
Polícia Federal na sede da Odebrecht (atual Novonor), durante as atividades da Operação Acarajé.

Operação Acarajé é uma operação deflagrada pela Polícia Federal do Brasil em 22 de fevereiro de 2016. A operação representa a 23.º fase da Operação Lava Jato. O nome "acarajé" faz alusão ao termo que seria usado por alguns investigados para tratar de "dinheiro em espécie".

## Mandados
Foram cumpridos por 300 policiais federais 51 mandados em São Paulo, Rio de Janeiro e Salvador, sendo 38 de busca e apreensão, dois de prisão preventiva, seis de prisão temporária e cinco de condução coercitiva.

## Alvos
Foram alvos da operação o publicitário e marqueteiro do Partido dos Trabalhadores, João Santana e o engenheiro Zwi Skornicki, representante oficial no Brasil do estaleiro Keppel Fels.
No acordo de delação premiada, o ex-gerente da Petrobras Pedro Barusco afirmou que Skornicki continuou pagando suborno a Renato Duque mesmo depois de o ex-diretor ter saído da Petrobras. Ao todo, contou que ele teria pago US$ 14 milhões.
Além de João Santana e Zwi Skornick, a Odebrecht (atual Novonor) também foi alvo da operação. O Ministério Público Federal afirma que há ainda evidências de que o Grupo Odebrecht, por meio de contas ocultas no exterior em nome das offshores Klienfeld e Innovation, já investigadas por pagarem propinas para Renato Duque, Paulo Roberto Costa, Jorge Zelada e Nestor Cerveró, transferiram para a Shellbill US$ 3 milhões, entre 13 de abril 2012 e 8 de março de 2013, "valor sobre o qual pesam indicativos de que consiste em propina oriunda da Petrobras que foi transferida aos publicitários em benefício do PT".

## Prisões

### Preventivas

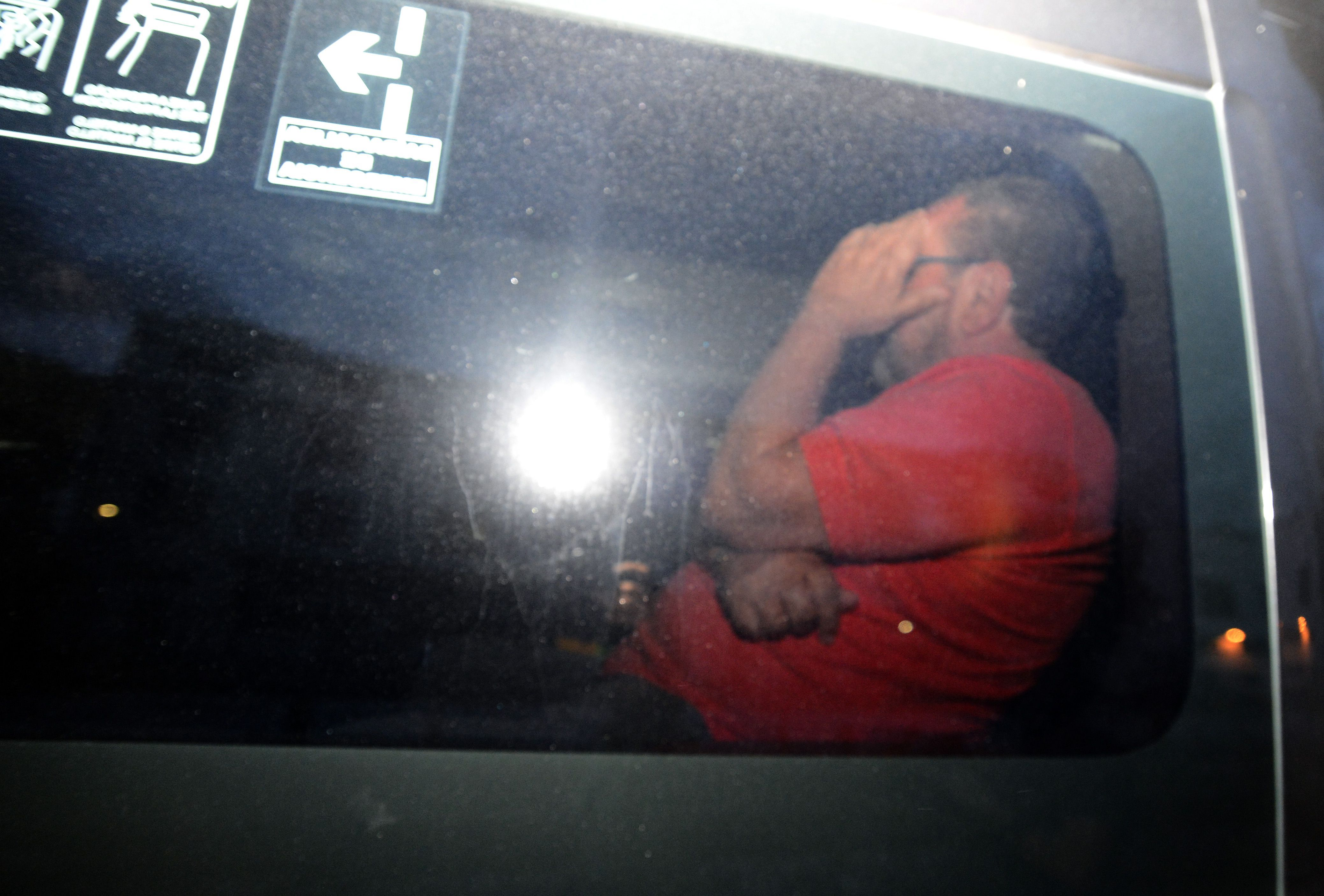
O empresário Zwi Skornicki, preso preventivamente, sendo transferido da sede da Polícia Federal, no Rio de Janeiro, para Curitiba.

- Zwi Skornicki [5]
- Fernando Migliaccio da Silva [5]

### Temporárias
- Benedito Barbosa [5]
- João Santana [5]
- Monica Moura [5]
- Maria Lúcia Guimarães Tavares [5]
- Vinicius Veiga Borin [5]
- Marcelo Rodrigues [5]